# 高石市
高石市（日语：／ Takaishi shi */?）是位於大阪府中南部的行政區劃，西臨大阪灣，北側為堺市；轄內多為平原，為大阪府轄下面積第二小的市級行政區劃，僅大於藤井寺市。
轄區西半部為開發堺泉北臨海工業地帶而在大阪灣填海所產生的人工島，此區域多為石油化學工廠，包括三井化學、大阪瓦斯、迪愛禧、埃克森美孚、大阪國際石油精製在此都設有工廠。

## 歷史
在令制國時代屬於和泉國大鳥郡，過去的地名曾被記載為「高石池」或「高脚海」，過去曾有大量擁有工藝技術的居民。
在江戶時代分屬岸和田藩、一橋德川家和田安德川家領地，1889年實施町村制時，現在的高石市分屬高石村和取石村兩個行政區劃。
日俄戰爭期間，日本陸軍曾在此設立收容俄羅斯俘虜的戰俘營，高石村也於1915年改制為高石町，1953年取石村被併入高石町，此後由於堺泉北臨海工業地帶從堺市延伸至高石町，促成本地人口快速成長，因此1966年高石町改制為高石市。也因為堺泉北臨海工業地帶在大阪灣沿岸區域大量的填海造陸，高石市的轄區面積由原本的6.19平方公里成長到11.3平方公里。

### 變遷表
| 1889年4月1日 | 1889年 - 1926年     | 1926年 - 1944年     | 1945年 - 1954年         | 1955年 - 1988年      | 1989年 - 现在        | 现在                 |
| ------------ | ------------------- | ------------------- | ----------------------- | -------------------- | -------------------- | -------------------- |
| 高石村       | 1915年4月1日 高石町 | 1915年4月1日 高石町 | 1915年4月1日 高石町     | 1966年11月1日 高石市 | 1966年11月1日 高石市 | 1966年11月1日 高石市 |
| 取石村       | 取石村              | 取石村              | 1953年4月1日 并入高石町 | 1966年11月1日 高石市 | 1966年11月1日 高石市 | 1966年11月1日 高石市 |

## 交通
南海電氣鐵道南海本線和西日本旅客鐵道阪和線兩條鐵路路線平行以南北向通過轄內，其中南海本線可在羽衣車站至相鄰的東羽衣車站搭乘阪和線東羽衣支線進入阪和線。

### 鐵路
南海電氣鐵道
- 南海本線：羽衣站 - 高石站
- 高師濱線：羽衣站 - 伽羅橋站 - 高師濱站

西日本旅客鐵道
- 阪和線：富木站
  - 東羽衣支線：東羽衣站

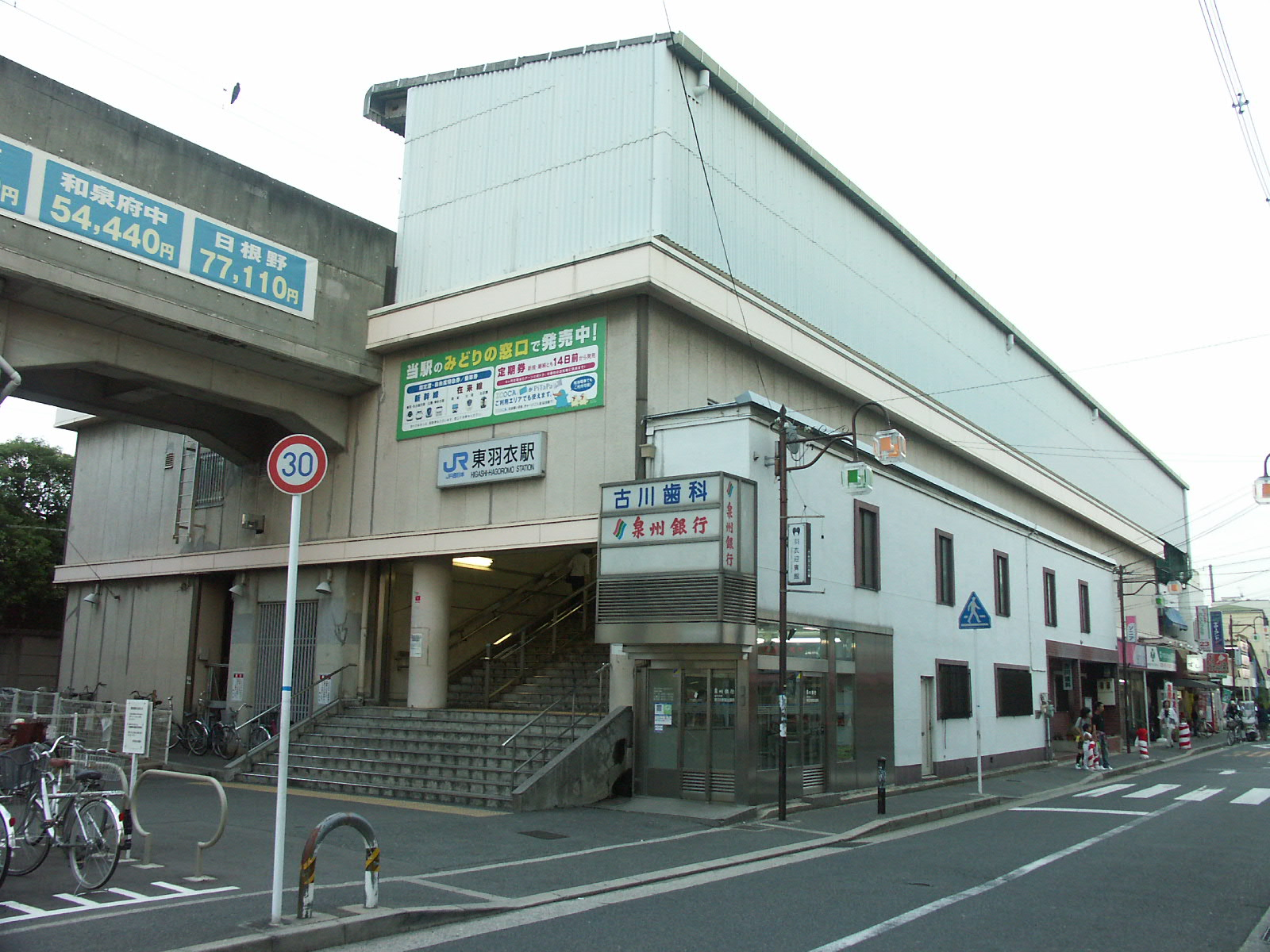
東羽衣車站

## 觀光資源
在北側沿海有大阪府負責營運的都市公園濱寺公園，公園一直往北延伸至堺市轄區內，總面積達75公頃，園區內有多達5,500棵松樹，最初原為18世紀時所建立的防風林。1873年當時的堺縣將此規劃為縣立公園，為當時日本最早設立的公立公園，

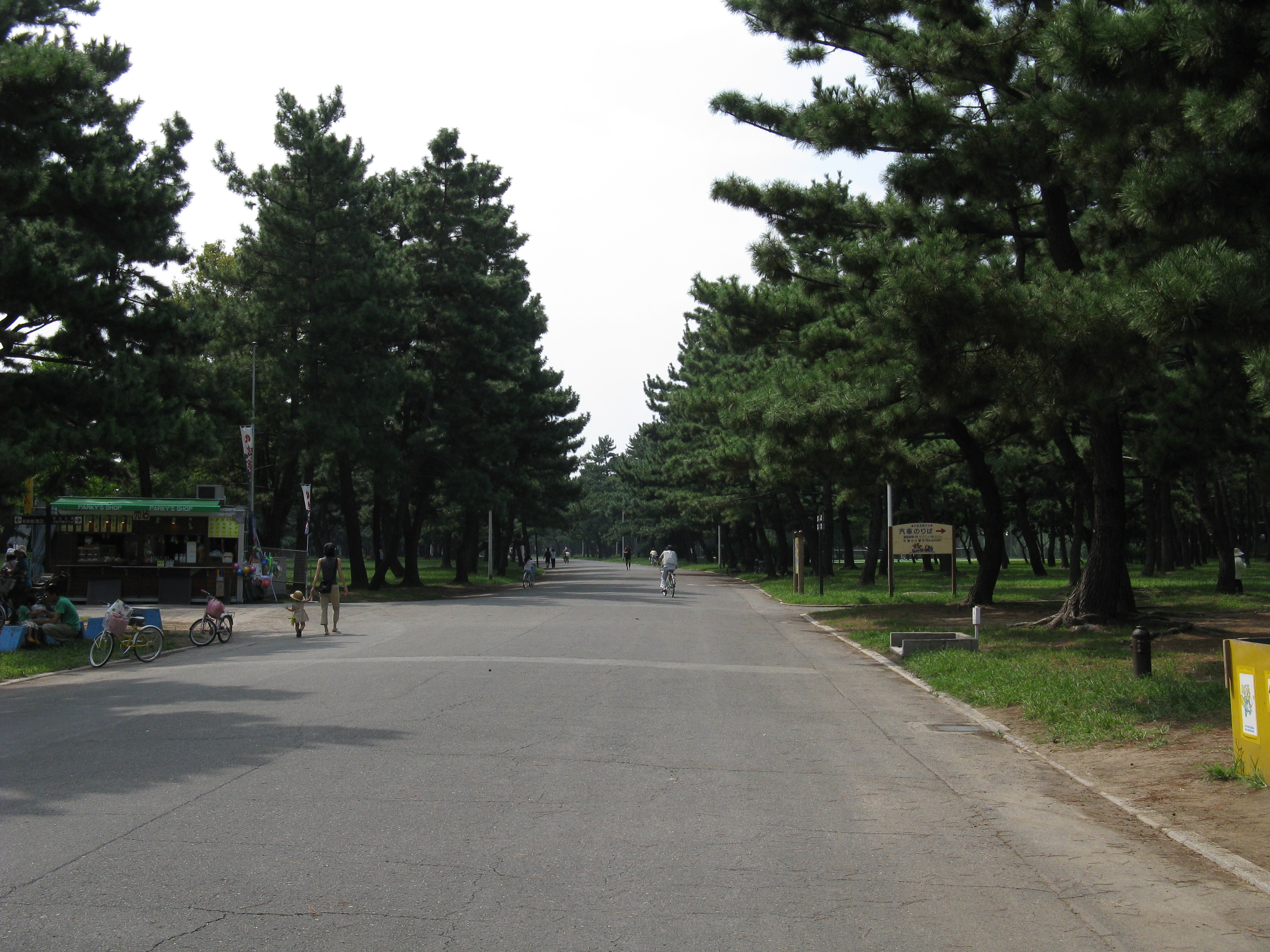
濱寺公園內景觀
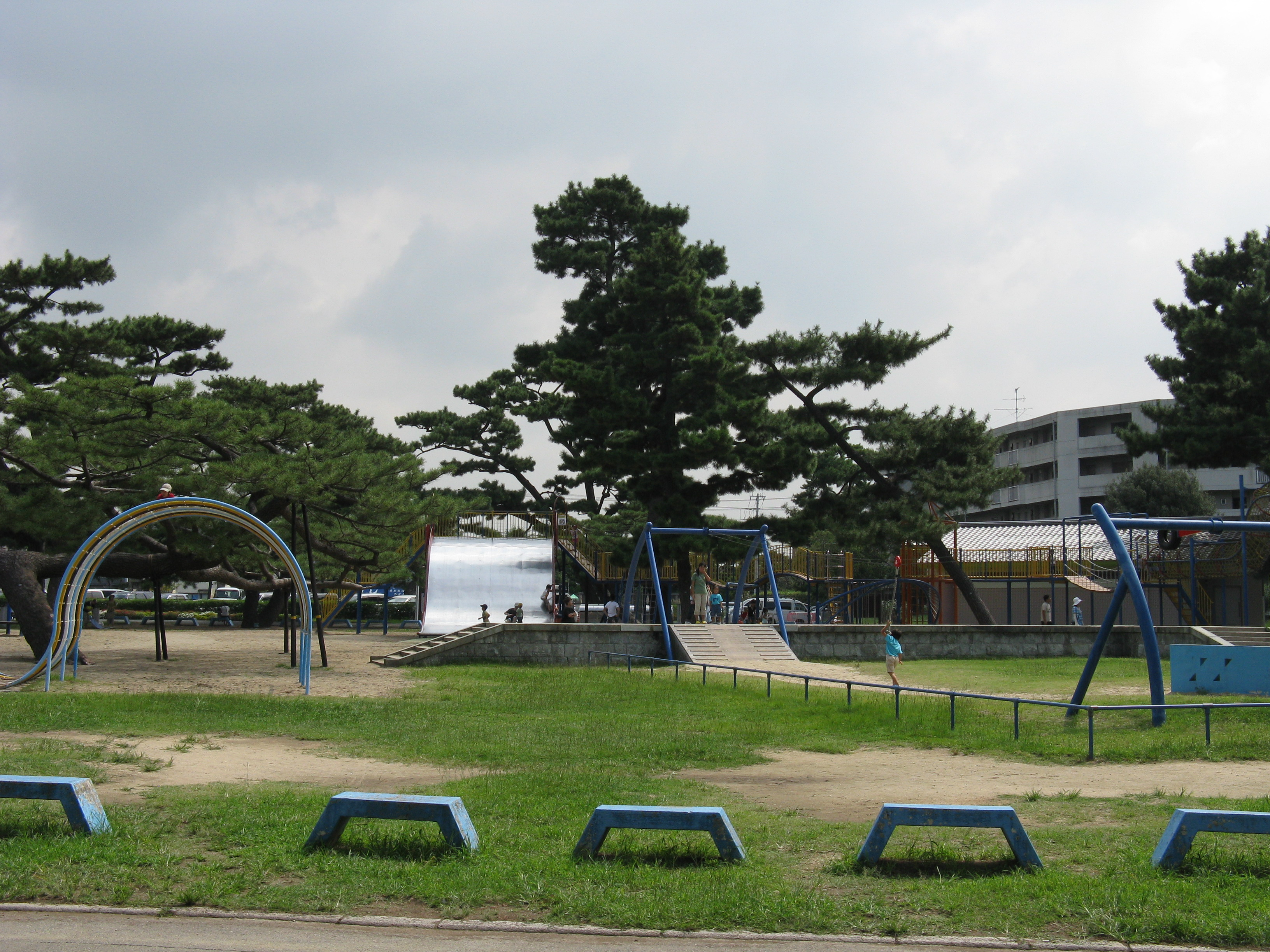
濱寺公園內景觀
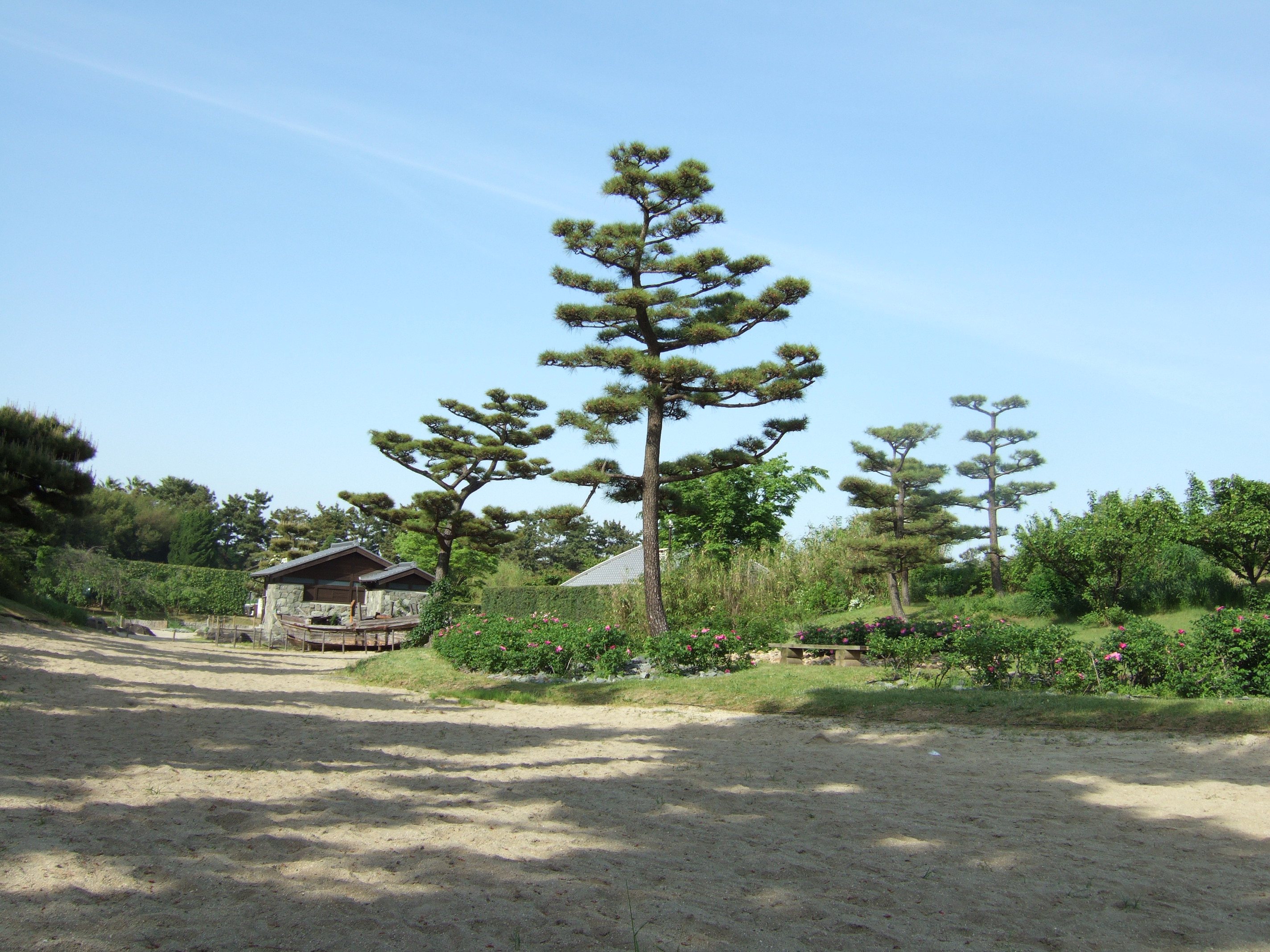
濱寺公園內景觀

## 教育
轄內最早的中學校是成立於1923年的羽衣高等女學校，後來隨著學校的規模逐漸擴大而改制為羽衣學園中學校・高等學校，其女子曲棍球隊為全日本獲得全國優勝次數第二多的學校。2002年更在高石市北側與堺市的交界處設立羽衣國際大學。

## 姊妹、友好城市

### 日本
- 有田川町（和歌山縣）：於2006年11月19日締結為友好都市。

### 海外
- 洛米塔（美國加利福尼亚州洛杉磯郡）：於1981年10月29日締結為姊妹城市。

## 本地出身之名人
- 川淵三郎：足球選手、曾任日本足球協會會長。
- 葉室鐵夫：游泳選手

## 外部連接
- （日語） 再起動 高石市的Facebook專頁